# Marulás
Marulás o Maroulas (en griego: Μαρουλάς Marulás) es un yacimiento arqueológico de Citnos en Grecia. Es un asentamiento mesolítico situado en Loutra y data de entre el 8.800 y el 8.600 a. C.
El yacimiento parece haber estado utilizado durante algunos siglos a partir del noveno milenio antes de Cristo. Marulás puede reclamar el título de asentamiento más antiguo de la región de las islas del Mar Egeo.
El yacimiento fue identificado como un asentamiento pre-neolítico en 1975, pero esta opinión fue fuertemente cuestionada hasta la primera exploración del yacimiento en 1995. La excavación continuó entre 2001 y 2005 por parte de la Universidad del Egeo y el 21º Eforato de las Cícladas. En el yacimiento se han descubierto estructuras arquitectónicas, tumbas, herramientas de piedra y residuos alimenticios de fauna y flora. Se están realizando trabajos de restauración, protección y explotación del asentamiento como yacimiento arqueológico.

## Datos generales
Marulás es el único asentamiento mesolítico de área abierta cuyos elementos arquitectónicos se han conservado. Mientras que el nivel del mar estaba entre 40 y 60 metros más bajo en el periodo mesolítico, hoy en día el asentamiento se encuentra a nivel del mar y una parte importante del mismo ha sido destruida. Parece ser el único asentamiento mesolítico del Egeo que se ha salvado parcialmente de la subida del nivel del mar, ya que en aquella época no estaba en la costa.

## Estructuras arquitectónicas
Según los datos de las excavaciones, los edificios de Marulás tenían forma circular con un diámetro de 3 a 4 m. Sus suelos estaban cubiertos de piedras, y algunos de ellos se utilizaron más de una vez. A veces, las estructuras se encuentran agrupadas, como es el caso de la parte central del asentamiento, y en otros lugares están más dispersas. Hay 15 o 31 estructuras de este tipo. La mayoría de las estructuras, y las más destruidas, se encuentran en la parte oriental del asentamiento, junto al mar. El tipo de vivienda circular de Marulás fue habitado por grupos de cazadores-recolectores con un nivel de permanencia cuestionable, aunque parece que existían restauraciones, lo que indica un uso a largo plazo. No se encuentran tipos de viviendas similares en el contexto del período mesolítico en el sureste de Europa.

### Estructuras funerarias
En Marulás hay una diversidad de estructuras funerarias, a juzgar por las que se han descubierto. Se menciona la existencia de tumbas secundarias, que remiten a prácticas funerarias de la fase Natufiana, mientras que la colocación de la tumba sobre el cuerpo recuerda a los ejemplos respectivos de Ain Mallaha y El Wad. Los 26 enterramientos de Marulás forman parte de un número limitado de enterramientos del período mesolítico en Grecia, ya que las prácticas de enterramiento sólo se han observado en las cuevas de Frachthi en Argólida y en Theopetra en Tríkala.

## Herramientas de piedra
Las herramientas de piedra de Marulás estaban hechas principalmente de cuarzo local y, en menor medida, de obsidiana y sílex de Milo. Se cree que estas herramientas indican el intento de los grupos de adaptarse al uso de las materias primas locales y, en concreto, al cuarzo.
Marulás muestra similitudes con otros yacimientos mesolíticos de Grecia, como Frachthi, principalmente en cuanto al énfasis en la producción a escala y a la limitada presencia de herramientas micro-líticas. El uso de la obsidiana sugiere la navegación en el Egeo para el aprovisionamiento de materias primas o de utensilios ya elaborados desde Milos.

## Restos animales y vegetales
En la zona del asentamiento se encontraron restos de cerdos, conejos, aves, etc. Los habitantes se alimentaban incluso de pescado, conchas marinas y moluscos terrestres. Los restos arqueobotánicos se limitan a muestras de semillas de plantas esteparias abiertas. Sin embargo, la existencia de piedras de molino y morteros sugiere la presencia de cereales morfológicamente silvestres, aunque éstos no han sido identificados.
El estudio de los hallazgos de cerdos y peces, basado en la periodicidad de sus nacimientos y en el periodo de su pesca, respectivamente, indica que el asentamiento estaba habitado estacionalmente, al menos desde mediados del invierno hasta finales de la primavera.